# 帕利艾克國家公園

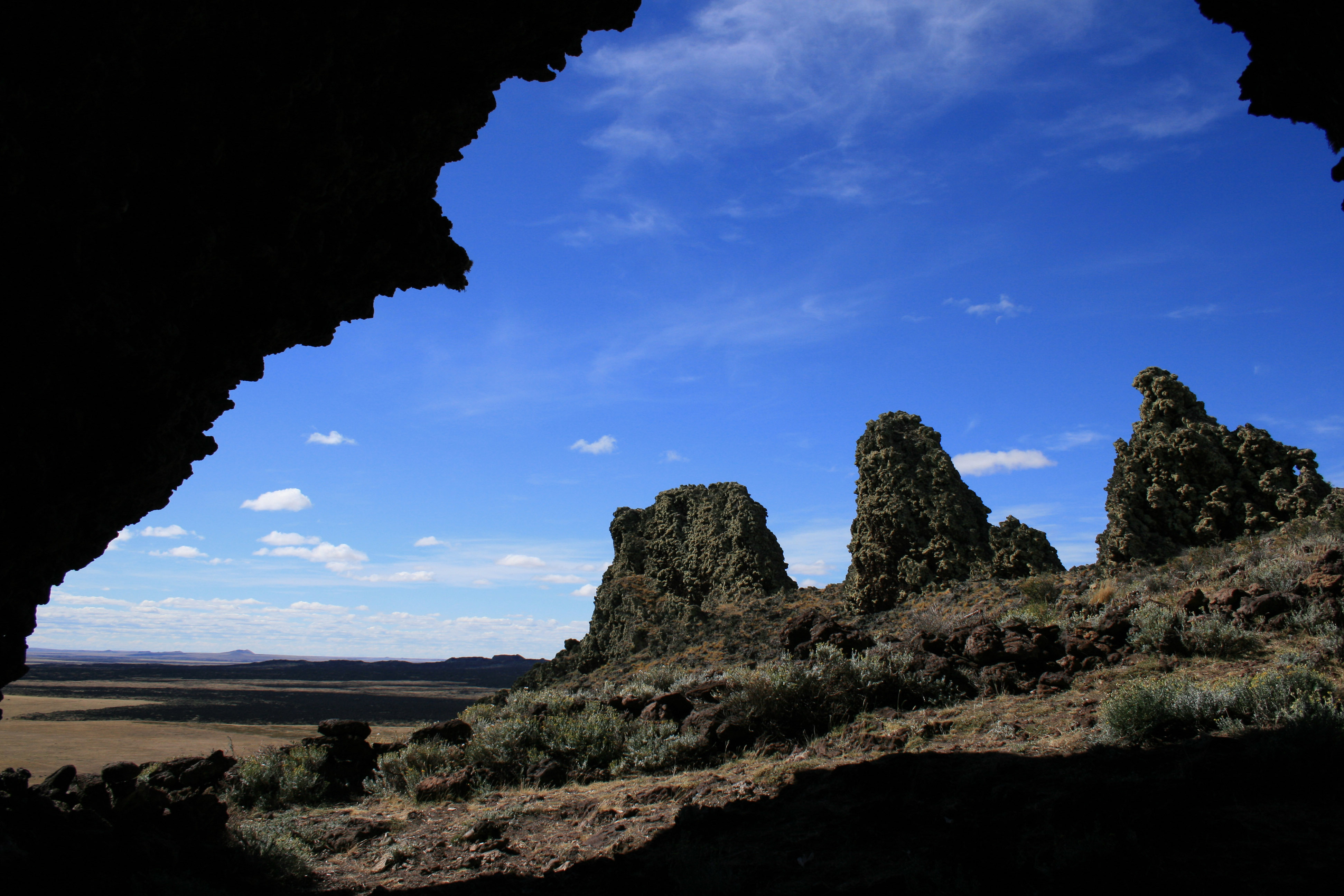

52°06′S 69°44′W / 52.100°S 69.733°W
帕利艾克國家公園（西班牙語：Parque nacional Pali Aike）是智利的國家公園，位於該國南部蓬塔阿雷納斯東北面，由麥哲倫-智利南極大區負責管轄，成立於1970年，面積50平方公里。